# イエロニモス2世

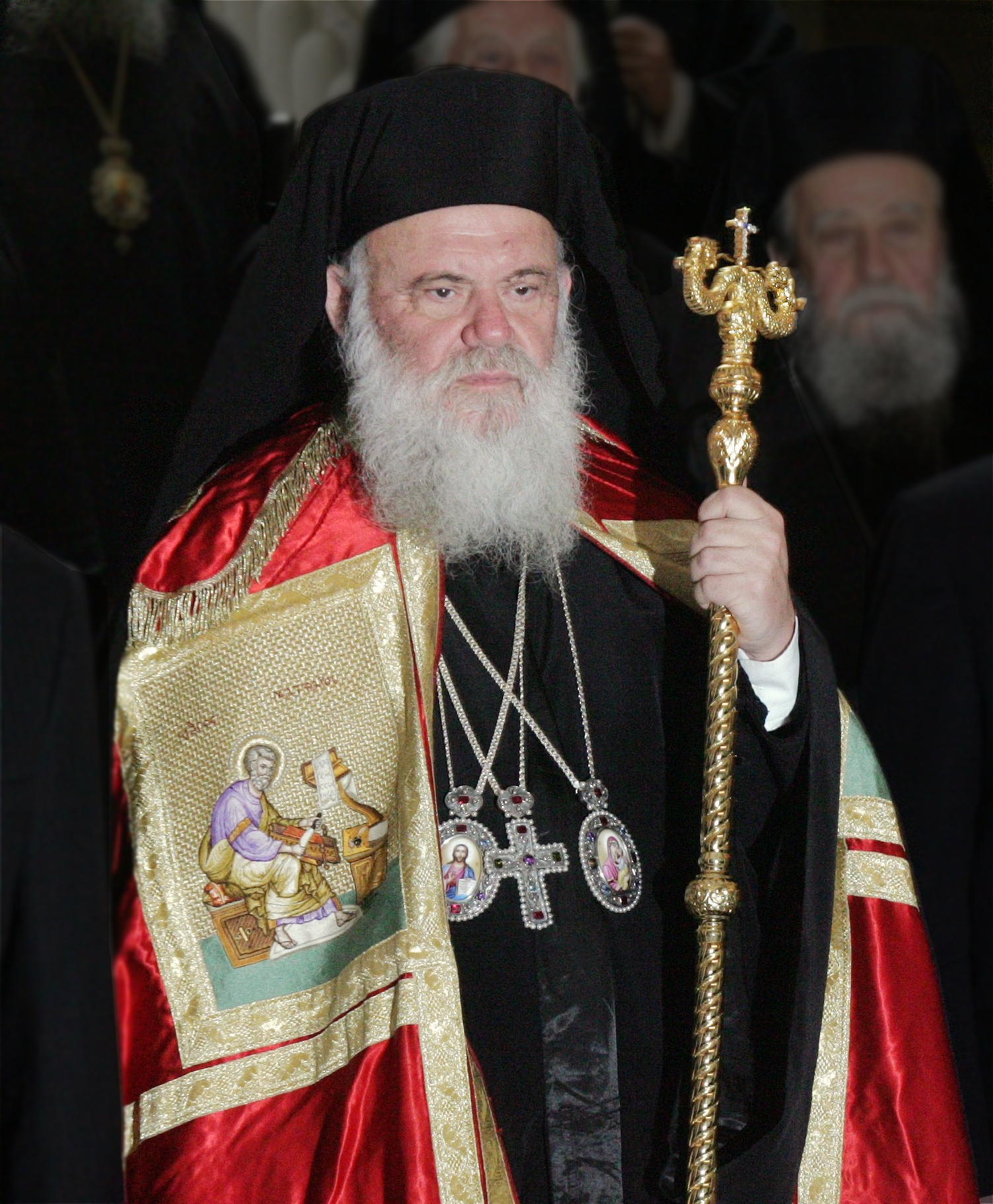
イエロニモス2世（ギリシャ大統領官邸で撮影されたもの。クロブークをかぶり、権杖を手にし、パナギアをかけ、マンティヤを着用している。）

イエロニモス2世（ギリシア語: Ιερώνυμος B、1938年3月30日生）は、ギリシャ正教会の首座主教たるアテネ大主教。
1938年、ギリシャ王国ヴィオティア県イノフィタ（Οινόφυτα）に生まれる（俗名はイオアンニス・リアピス、ギリシア語: Ιωάννης Λιάπης）。アテネ大学で哲学と神学を学んだ後、ドイツで哲学と考古学を学んだ。
短期間の研究者生活の後、1967年に司祭叙聖。1981年にテーベ主教に叙聖され、教区内の慈善活動に努めた。
前任者の永眠に伴い、2008年2月7日にギリシャ正教会の首座主教たるアテネ大主教に選出。ギリシャ正教会の聖シノドによれば、生神女福音大聖堂で行われた主教達による選出の際、第2回投票で74票中45票を集めて当選した（アテネ大主教の選出においては、しばしば第3回投票まで行われる）。